# Festival aux Zarbs
 (décembre 2015).
Si vous disposez d'ouvrages ou d'articles de référence ou si vous connaissez des sites web de qualité traitant du thème abordé ici, merci de compléter l'article en donnant les références utiles à sa vérifiabilité et en les liant à la section « Notes et références ».
Le Festival aux Zarbs est un festival de musique qui a lieu chaque année à Auxerre. La programmation couvre de nombreux genres musicaux : reggae, chanson, rock, electro, trip hop, pop, blues et folk.

## Historique
Le Festival aux Zarbs a sa première édition en 2003 et la dernière édition en 2010. Chaque année les festivités durent trois jours. Toutefois, l’association ayant de grosses dettes, elle est dissoute en décembre 2010. La ville d'Auxerre reprend le projet et organise à partir de juillet 2012 un festival annuel de musiques actuelles.
En février 2005, l'association Aux Zarbs est créée pour gérer l'organisation du festival.
La fréquentation est de 14 000 entrées pour la quatrième édition en 2006, 21 000 en 2007 et 18 000 en 2008.
Des associations locales sur le développement durable interviennent sur le festival.

## Photographies

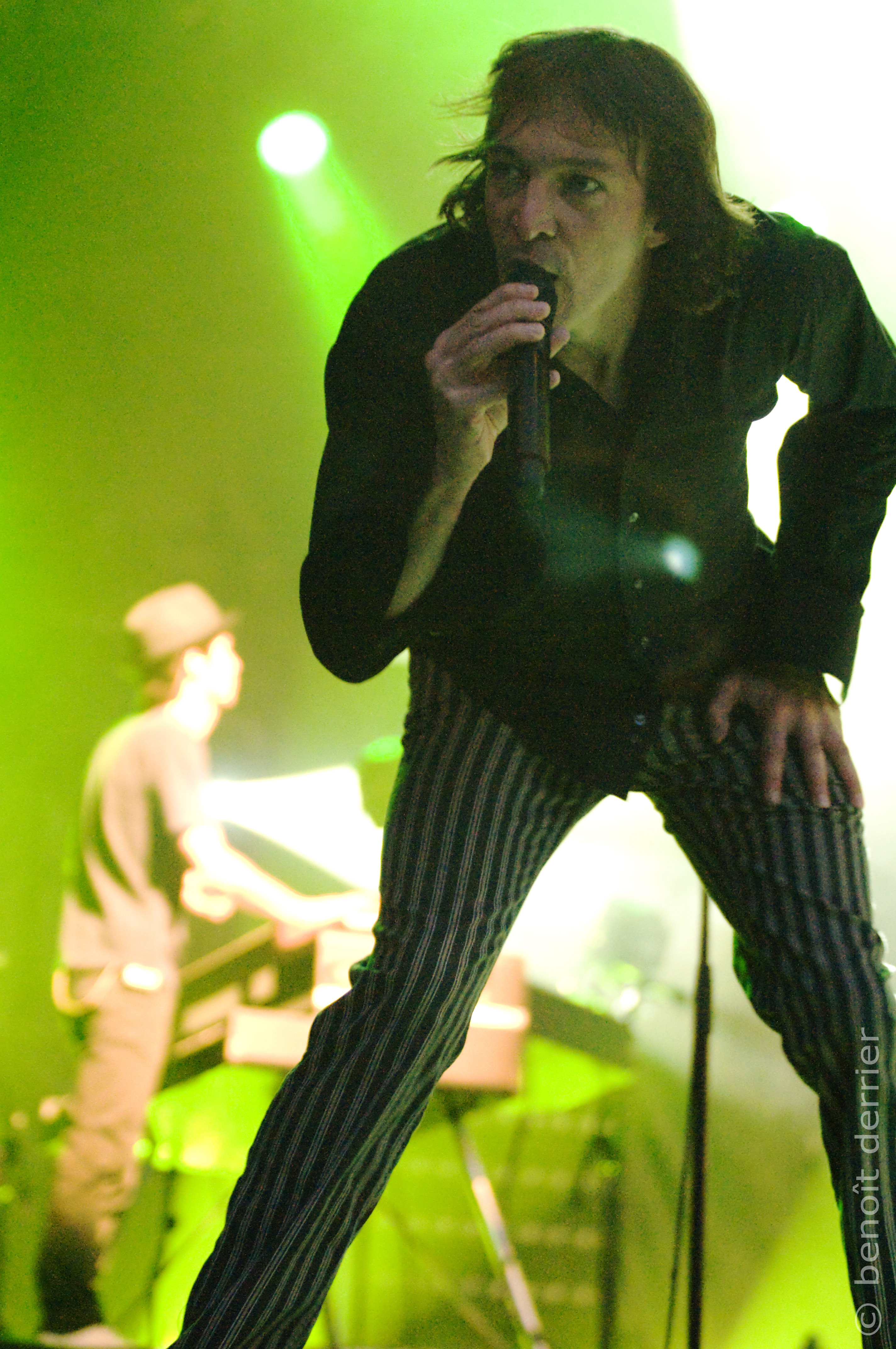
Cali aux Zarbs en 2008
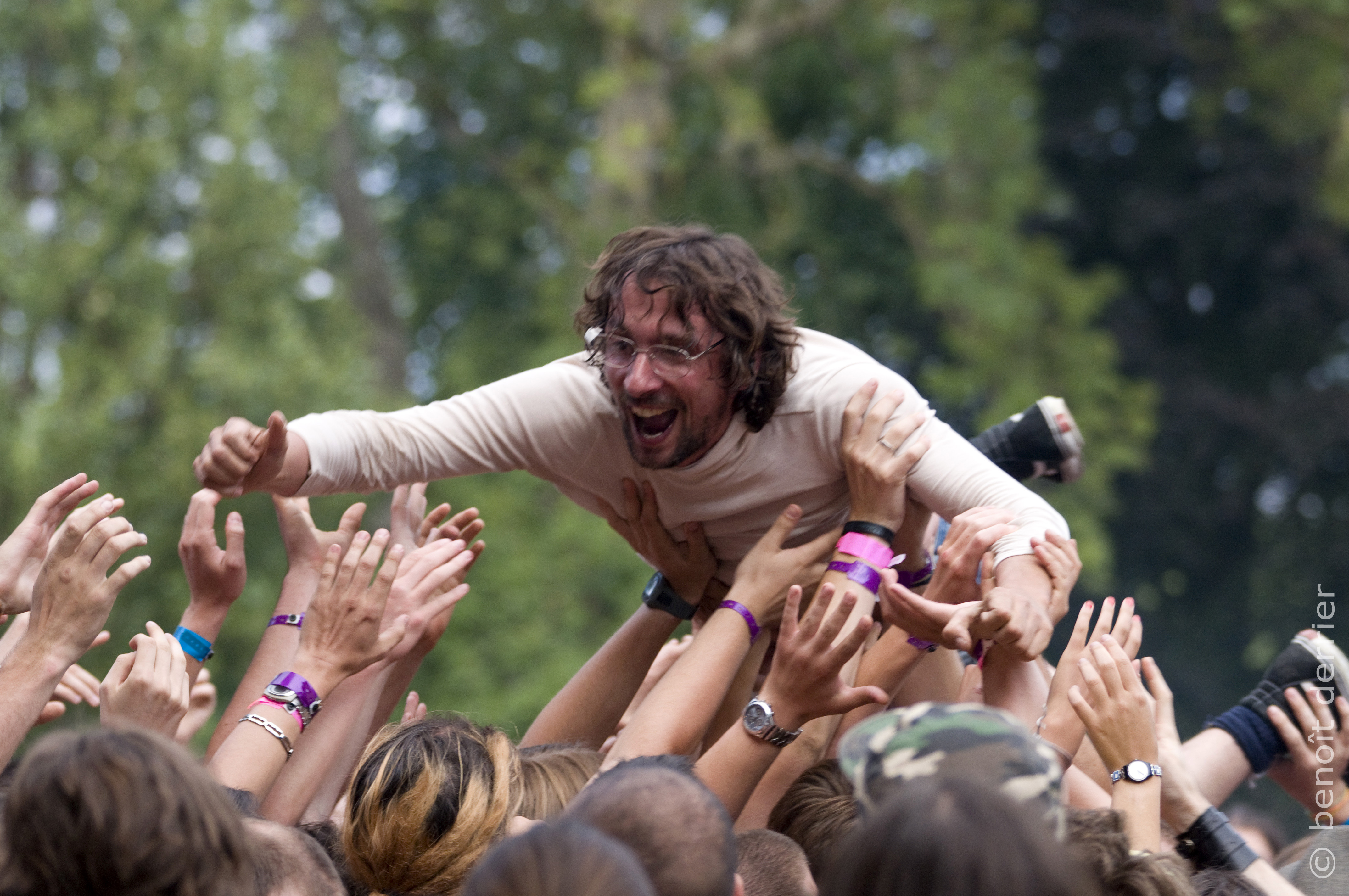
Didier Super en 2008
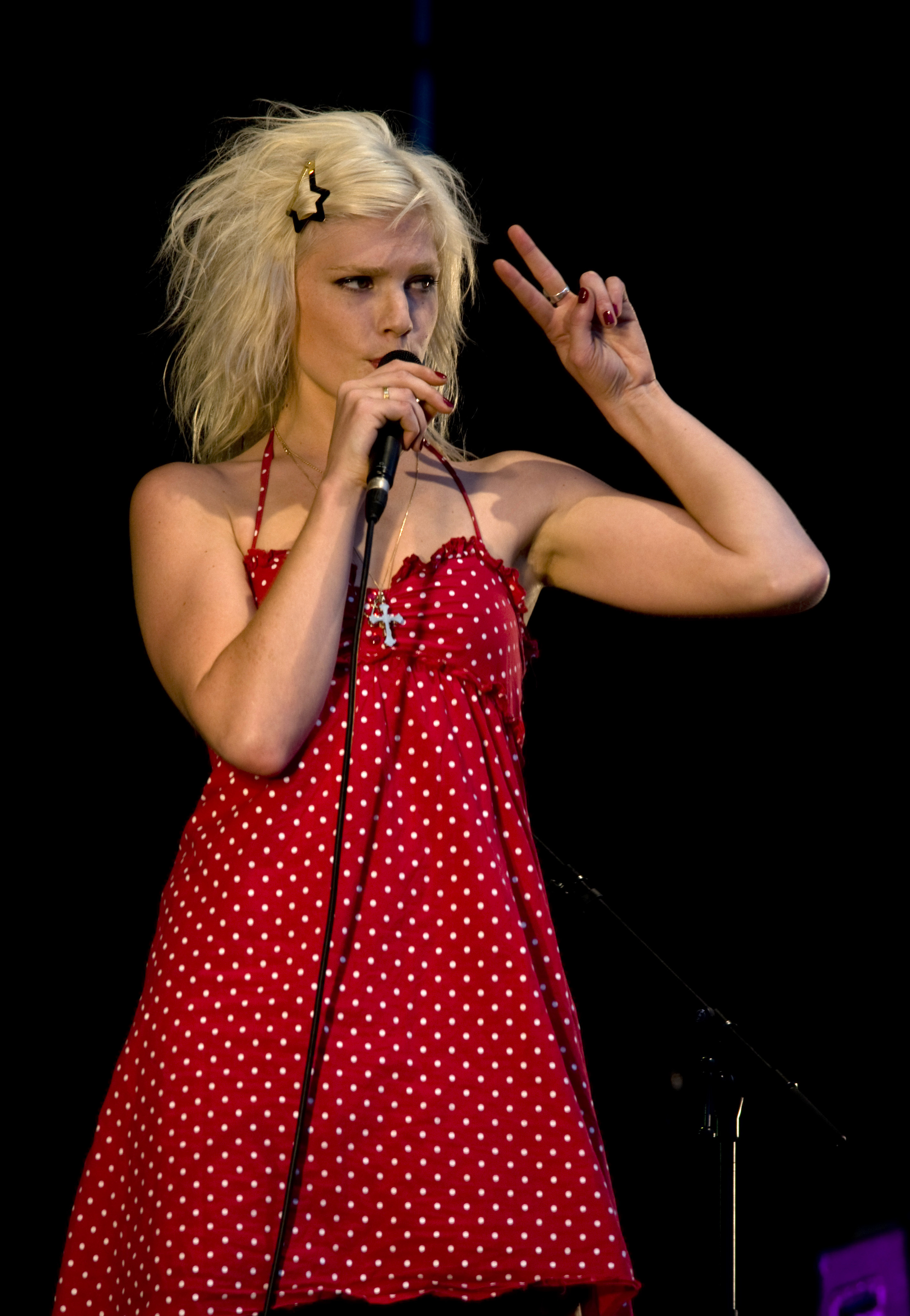
Micky Green en 2008